# Æ (латиница)
Æ, æ — лигатура букв латиницы A и E. Происходит из латыни, где может изображаться тремя орфографически равноправными (разница только технико-эстетическая) способами: раздельно (ae), слитно (æ) и сокращённо (ę — «e caudata», «e хвостатое»). В латыни обычно соответствует греческому дифтонгу αι (лат. Cæsar = греч. Καίσαρ).
Во французском языке лигатура произносится как [e] (é) и встречается в словах, заимствованных из латыни, например, nævus (невус), cæcum (слепая кишка), præsidium (президиум, равноправная форма с présidium), tænia (тения, равноправная форма с ténia). Æ также встречается в таких словах и выражениях как «ex æquo» («наравне»), «curriculum vitæ» («резюме»), «et cætera» (и т. д.), «appendice iléo-cæcal» («аппендикс»). Эта графема также встречается в транслитерации древнегреческого, например, Ægosthènes (Айгостена), Æniadæ (Эниадэ), а также в имени Lætitia (Летиция).
В датском, норвежском, исландском, фарерском, осетинском (1923—1938) и ингушском (1924—1934) языках, а также в Едином северном алфавите (1930—1937) (в селькупском, удэгейском и кетском) лигатуры Æ и æ являются самостоятельными буквами.